# Elaphoglossum muscosum
Elaphoglossum muscosum là một loài thực vật có mạch trong họ Lomariopsidaceae. Loài này được (Sw.) T. Moore mô tả khoa học đầu tiên năm 1857.